# Иља Савељев
Иља Јевгењевич Савељев (рус. Илья Евгеньевич Савельев;  Москва, 10. јун 1971) бивши је руски одбојкаш.

## Каријера
Године 2000. наступио је на Олимпијским играма, Русија је успела да дође до финала Игара у Сиднеју, изгубивши од репрезентације СР Југославије.
На Европским првенствима је освојио једну бронзану медаљу 1993. године у Финској.
За своја спортска достигнућа 1999. године добио је звање заслужног мајстора спорта Русије.
Радио је као спортски директор у одбојкашком клубу Урал Уфа.

## Успеси
Русија
- медаље
- сребро: Олимпијске игре Сиднеј 2000.
- бронза: Европско првенство Турку 1993.
- злато: Светски куп Јапан 1999.
- Светска лига: сребро Сао Паоло 1993. и Ротердам 2000, бронза Катовице 2001.